# Kawa i dym
Kawa i dym – piąty album studyjny zespołu Jan Bo wydany 23 września 2016 roku. Gościnnie na tej płycie zaśpiewali: Piotr Cugowski, Piotr Rogucki, Igor Herbut, Ruda i Damian Ukeje.
Każdy z nich odcisnął własne piętno, więc jest to krążek nie tylko dla miłośników kunsztu kompozytorskiego Borysewicza.
Na albumie znajduje się 15 piosenek.

## Lista utworów
Źródło:.
| 1.  | Na drugi raz                                             | 3:24  |
|     | muz. J. Borysewicz, sł. Wojciech Byrski                  |       |
| 2.  | Bananowy dżem (gościnnie Piotr Rogucki)                  | 3:20  |
|     | muz. J. Borysewicz, sł. Piotr Rogucki                    |       |
| 3.  | Znów od początku                                         | 3:52  |
|     | muz. J. Borysewicz, sł. Wojciech Byrski i Jan Borysewicz |       |
| 4.  | Kawa i dym                                               | 3:20  |
|     | muz. J. Borysewicz, sł. Wojciech Byrski i Jan Borysewicz |       |
| 5.  | Jeśli tam nie ma nic (gościnnie Igor Herbut)             | 3:35  |
|     | muz. J. Borysewicz, sł. Wojciech Byrski i Jan Borysewicz |       |
| 6.  | Zawsze można dalej (gościnnie Piotr Cugowski)            | 3:33  |
|     | muz. J. Borysewicz, sł. Wojciech Byrski i Jan Borysewicz |       |
| 7.  | Przez słuchawkę                                          | 3:33  |
|     | muz. J. Borysewicz, sł. Wojciech Byrski                  |       |
| 8.  | Odczep się kostucho                                      | 4:28  |
|     | muz. J. Borysewicz, sł. Wojciech Byrski                  |       |
| 9.  | Zostanę z tobą na zawsze (gościnnie Joanna Lazer - Ruda) | 3:57  |
|     | muz. J. Borysewicz, sł. Wojciech Byrski                  |       |
| 10. | Trzy wiadomości                                          | 3:10  |
|     | muz. J. Borysewicz, sł. Wojciech Byrski                  |       |
| 11. | Farby piekła (gościnnie Damian Ukeje)                    | 2:38  |
|     | muz. J. Borysewicz, sł. Wojciech Byrski                  |       |
| 12. | Ocal mnie już dziś                                       | 3:14  |
|     | muz. i sł. J. Borysewicz                                 |       |
| 13. | Tylko ona jest                                           | 3:45  |
|     | muz. J. Borysewicz, sł. Wojciech Byrski i Jan Borysewicz |       |
| 14. | Po-ranny                                                 | 3:50  |
|     | muz. J. Borysewicz, sł. Wojciech Byrski i Jan Borysewicz |       |
| 15. | Razem już nie będzie nas                                 | 3:18  |
|     | muz. J. Borysewicz, sł. Wojciech Byrski                  |       |
|     |                                                          | 52:57 |
|     |                                                          |       |

## Skład zespołu
Źródło:.
- Jan Borysewicz – gitara, śpiew
- Wojciech Pilichowski – gitara basowa
- Radosław Owczarz – perkusja
- Piotr Rogucki – śpiew (utwór 2)
- Igor Herbut – śpiew (utwór 5)
- Piotr Cugowski – śpiew (utwór 6)
- Ruda – śpiew (utwór 9)
- Damian Ukeje – śpiew (utwór 11)